# Kasteel Magis
Het Kasteel Magis is een kasteel in de Belgische gemeente Voeren in de provincie Limburg. Het kasteel ligt zo'n 2,5 kilometer ten zuidoosten van Sint-Pieters-Voeren aan de T-splitsing van de N608, die daar lokaal Roth en Lobos heet, met de straat Magis. De N608 ligt hier op de provinciegrens met de provincie Luik.
Aan het einde van de 19e eeuw werd het klein kasteel gebouwd door Alfred Magis-Trasenster, op de plaats die van oudsher de benaming Rot draagt. Ze is in neotraditionele stijl opgetrokken in breuksteen, heeft een rechthoekig grondplan, gedekt door een schilddak met leien en dakkapellen en de voorgevel heeft twee torenachtige uitbouwsels onder een tentdak. Uit circa 1957 dateren een lagere gedeelte tegen de achtergevel onder een travee en een ander uitbouwsel uit dezelfde gevel.